# دیمال
دیمال (به لاتین: Dimal) یک شهر در آلبانی است که در استان برات واقع شده‌است.